# تاریخ اتیوپی

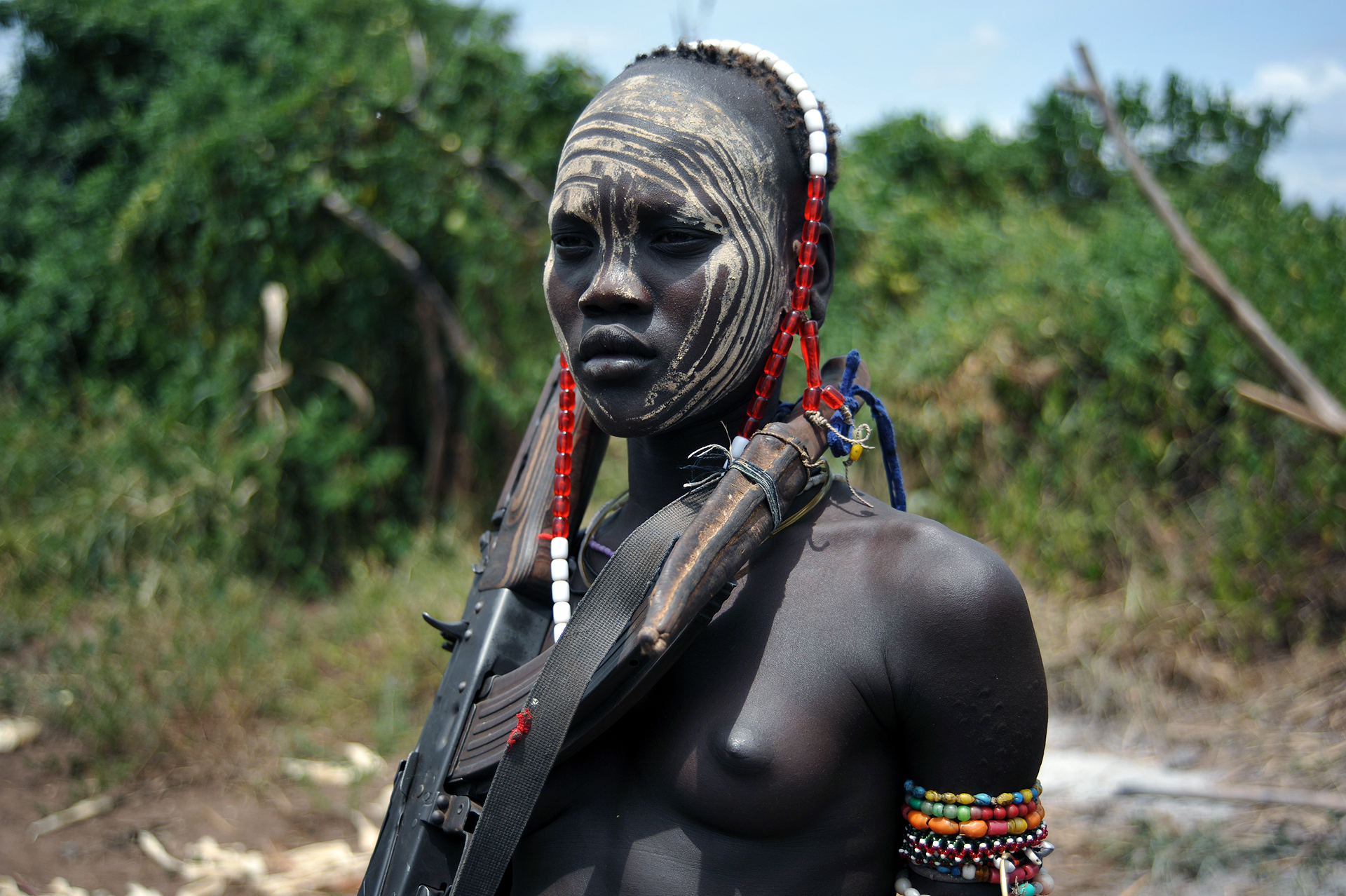
دختری مسلح در اتیوپی

تاریخ اتیوپی شامل مطالعه وقایع در اتیوپی است.
سابقه سکونت انسان در اتیوپی به زمان‌های بسیار دور بر می‌گردد: قدمت استخوان‌های انواع انسان‌های اولیه که در اتیوپی کشف شده‌اند، مربوط به ۸٫۵ هزار سال قبل است.
اتیوپی از لحاظ یافته‌های باستان‌شناسی و ابنیه تاریخی از تمام کشورهای آفریقای سیاه (شامل سودان) غنی‌تر است. در آوریل سال ۲۰۰۵، میل‌سنگ آکسام یکی از خزائن مذهبی و تاریخی اتیوپی توسط ایتالیا به این کشور برگردانده شد. با فرمان دیکتاتور بنیتو موسولینی سربازان ایتالیا میل‌سنگ را در سال ۱۹۳۷ (میلادی) ربوده و به روم منتقل نمودند. در سال ۱۹۴۷ (میلادی) و در طی یک موافقتنامه در سازمان ملل متحد، ایتالیا موافقت نمود که اوبلیکس را مرجوع نماید که بالاخره در همین اواخر یعنی سال ۲۰۰۵ برگردانده شد. از سوی دیگر در حفاری‌های باستان‌شناسی، یافته‌های بسیار زیادی شامل قدیمی‌ترین فسیل کامل انسان کشف گردیده‌است، لوسی. در حال حاضر نیز حفاری‌ها ادامه دارد
سرزمین اتیوپی به همراه اریتره و نواحی جنوب شرقی دریای سرخ در سواحل سودان، تشکیل دهنده مناطقی هستند که به عنوان سرزمین مصر باستان و «پانت» (یا «تا نتجرو»، بمعنی سرزمین خدایان) شناخته می‌شوند. ریشه تاریخی این اقوام را قرن بیست و پنجم قبل از میلاد ذکر کرده‌اند. حدود قرن هجده قبل از میلاد، یک پادشاهی بنام Dʿmt در نواحی شمالی اتیوپی و اریتره شکل گرفت که پایتخت آن با نام یحا در اتیوپی شمالی ایجاد شد. اکثر مورخان معاصر این تمدن را اگرچه به دلیل تفوق دریای سرخ تحت نفوذ سبا بود، بومی می‌دانند، در حالیکه دیگران D`mt را به عنوان نتیجه اختلاط صبائی‌های با «فرهنگ برتر» با مردم بومی می‌دانند؛ اقلیت کوچکی نیز این پادشاهی را کاملاً به عنوان امپراتوری صبائی دانسته و اهالی اتیوپی را نسل حاصل از اختلاط مهاجران باستانی صبا و مردم بومی آفریقا قلمداد می‌نمایند. به‌هرحال، شواهد باستان‌شناسی موجود حاکی از آنست که در یک مقطع زمانی یک منطقه با نام صبا در شمال اتیوپی و اریتره وجود داشته‌است؛ ولیکن اکثر تحصیل کردگان امروزی این کشور را با نام اتیوپی صبا می‌نامند زیرا این کشور ماهیتی مجزا از منطقه صبا در یمن دارد.
بعد از سرنگونی حکومت دمت در سده پنجم قبل از میلاد، این فلات تحت کنترل پادشاهی‌های کوچک‌تر که بعداً ظاهر گشتند، درآمد. این کنترل تا صعود یکی از این سلطنت‌ها بنام پادشاهی آکسام که نیای اتیوپی قرون وسطی و امروز بحساب می‌آمد، در قرن اول قبل از میلاد ادامه داشت. این پادشاهی توانست که کل منطقه را مجدداً متحد نماید. آن‌ها اقدام به ایجاد پایگاه هائی در بخش‌های کوهستانی شمالی فلات اتیوپی نموده و از آنجا سلطه خود را به سمت جنوب گسترش دادند. شخص مذهبی ایرانی بنام مانی نام اکسام را به همراه روم، پارسی و چین به عنوان چهار ابرقدرت زمان خود، مکتوب نموده‌است. اوایل قرن چهارم پس از میلاد بود که یک تبعیدی سوری- یونانی بنام فرومنتیوس را بدادگاه کشانیده و نهایتاً پادشاه ازانا به کیش مسیحیت درآمده و این دین به عنوان دین رسمی مملکت اعلام گردید. بخاطر این عمل او لقب ""ابا سلاما"" ("پدر صلح") گرفت. در ازمنه مختلف و از جمله یک دوره پنجاه ساله در قرن ششم، امپراتوری اکسام کنترل اکثر مناطق یمن امروزی و بخش هائی از جنوب عربستان سعودی درست در کنار دریای سرخ همچنین جنوب مصر، شمال سودان، شمال اتیوپی، اریتره، دیجیبوتی و شمال سومالی را بر عهده داشت.
رشته سلطنت شاهان اکسام بارها از هم گسیخته گردید: اولین بار توسط یهودیان یا کفار ملکه گودیت در حدود سال‌های دهه ۹۵۰ (یا احتمالاً در حدود سال‌های دهه ۸۵۰ در تاریخ‌های اتیوپی). این دوران سپس توسط سلسله زاگوی قطع گردید؛ در طی حکومت این سلسله بود که کلیساهای معروف صخره‌ای لالیبلا در زمان شاه لالیبلا در داخل کوه ساخته شده و دوره‌ای طولانی از صلح و آرامش را به همراه داشت. در حدود سال ۱۲۷۰ (میلادی)، سلسله سلیمانیان کنترل اتیوپی را در اختیار گرفت که ادعای وراثت پادشاهان اکسام را داشت. حکام این سلسله خود را "نگوس نگست"("شاه شاهان،" یا امپراتور) خوانده و اساس ادعاهای خود را بر وراثت مستقیم سلیمان و ملکه شبا استوار می‌نمودند.

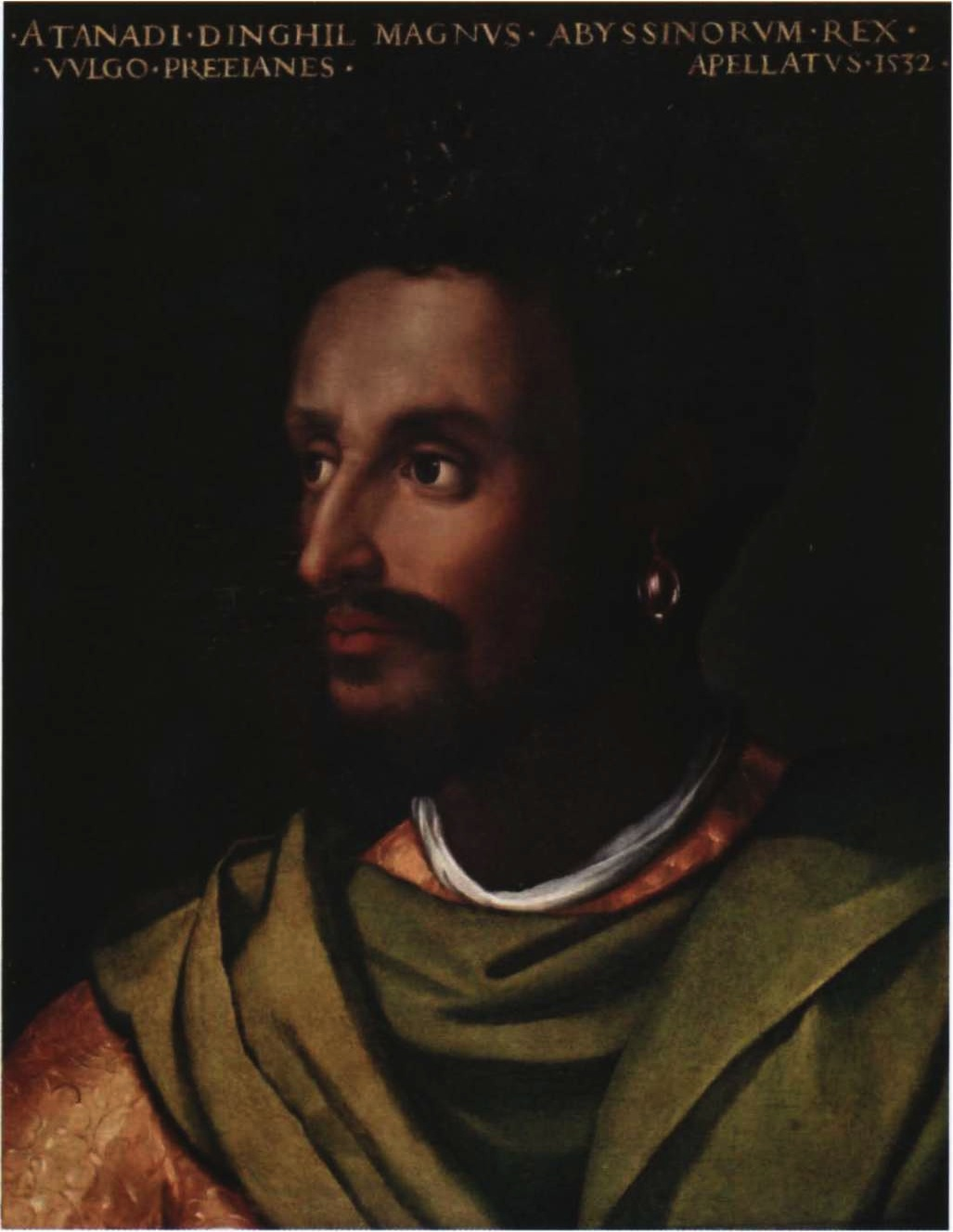
لبنا دنگل

در زمان حکومت امپراتور یشاق، اتیوپی اولین تماس موفق خود از زمان اکسامیان را با اروپا برقرار نموده و دو فرستاده بنام‌های آلفونز پنجم از اراگون به اروپا فرستاده شدند. اروپا نیز در مقابل فرستادگانی را به اتیوپی مأمور کردند ولی این فرستادگان موفق به اتمام سفر خود نشدند. اولین ارتباط مستمر با اروپا به سال ۱۵۰۸ و با کشور پرتغال برقرار گردید. در این زمان حکومت در اختیار امپراتور لبنا دنگل بود. او نیز حکومت را به تازگی از پدر خود به ارث برده بود. این امر به عنوان پشتوانه‌ای محکم در حالی مطرح گردید که امپراتوری مورد تهاجم آدال ژنرال و امام، احمد ابن ابراهیم القاضی (ملقب به ""گران"" یا "چپ دست") قرار داشت، پرتغال به درخواست کمک لبنا دنگل پاسخ مثبت داده و با ارتشی متشکل از چهار صد سرباز به کمک پسر او گلاودیوس شتافته و احمد را شکست داده و حکومت او را مجدداً بر سر کار آورد. به‌هرحال زمانی که امپراتور ساسنیوس در سال ۱۶۲۴ به دین رومن کاتولیکی درآمد، سال‌های شورش و نا آرامی‌های مدنی ادامه یافتند که نتیجه آن کشته شدن هزاران نفر بود. مبلغان یسوعیون به اعتقادات ارتودکس مردم بومی اتیوپی توهین نموده و در ۲۵ ژوئن سال ۱۶۳۲، پسر ساسنیوس امپراتور فسیلیدیز مجدداً دین رسمی کشور را مسیحیت ارتودکس اتیوپیایی اعلام و مبلغان یسوعیون و دیگر اروپائیان را اخراج نمود.
کلیه این موارد مربوط بدوران انزوای اتیوپی از سال ۱۷۵۵ تا ۱۸۵۵ بوده که با نام «زمانه میسافینت» یا «عصر پرنس‌ها» شناخته می‌گردد. امپراتوران به صورت حکام دست نشانده تحت نفوذ سپهسالارانی مانند راس میکائیل سهول از تیگرای و بعدها نیز تحت کنترل اورومو سلسله یججو درآمدند. انزوای اتیوپی بدنبال ورود هیئت تبلیغی انگلستان و اتحاد دو کشور، خاتمه یافت؛ به‌هرحال این انزواء تا زمان حکومت امپراتور توودروس دوم که به مدرن‌سازی اتیوپی و متمرکز نمودن قدرت در امپراتوری پرداخت، ادامه داشت. نتیجه این اقدامات شرکت مجدد اتیوپی در امور بین‌المللی بود.
شاخص دهه ۱۸۸۰ درگیری‌های آفریقا و مدرنیزه شدن اتیوپی است، در این زمان ایتالیائی شروع به رقابت با انگلیسی‌ها بر سر کشورهای منطقه نمود. بندراساب نزدیک به ورودی جنوبی دریای سرخ توسط یک شرکت ایتالیائی از سلطان محلی خریداری و در مارس ۱۸۷۰ به عنوان مستعمره اتیوپی اعلام گردید. بعدها در سال ۱۸۹۰ این محل به کانون قدرت ایتالیا تبدیل و به نام اریتره خوانده شد. نتیجه درگیری‌های دو کشور به نبرد آدووا در سال ۱۸۹۶ انجامید که در آن اتیوپیایی‌ها با شکست دادن نیروهای مستعمراتی و حفظ استقلال خود تحت رهبری منلیک دوم، جهان را بشگفتی واداشتند. در مورخه ۲۶ اکتبر سال ۱۸۹۶ ایتالیا و اتیوپی یک پیمان مشروط صلح به امضاء رسانیدند.

### امپراتوری اتیوپی

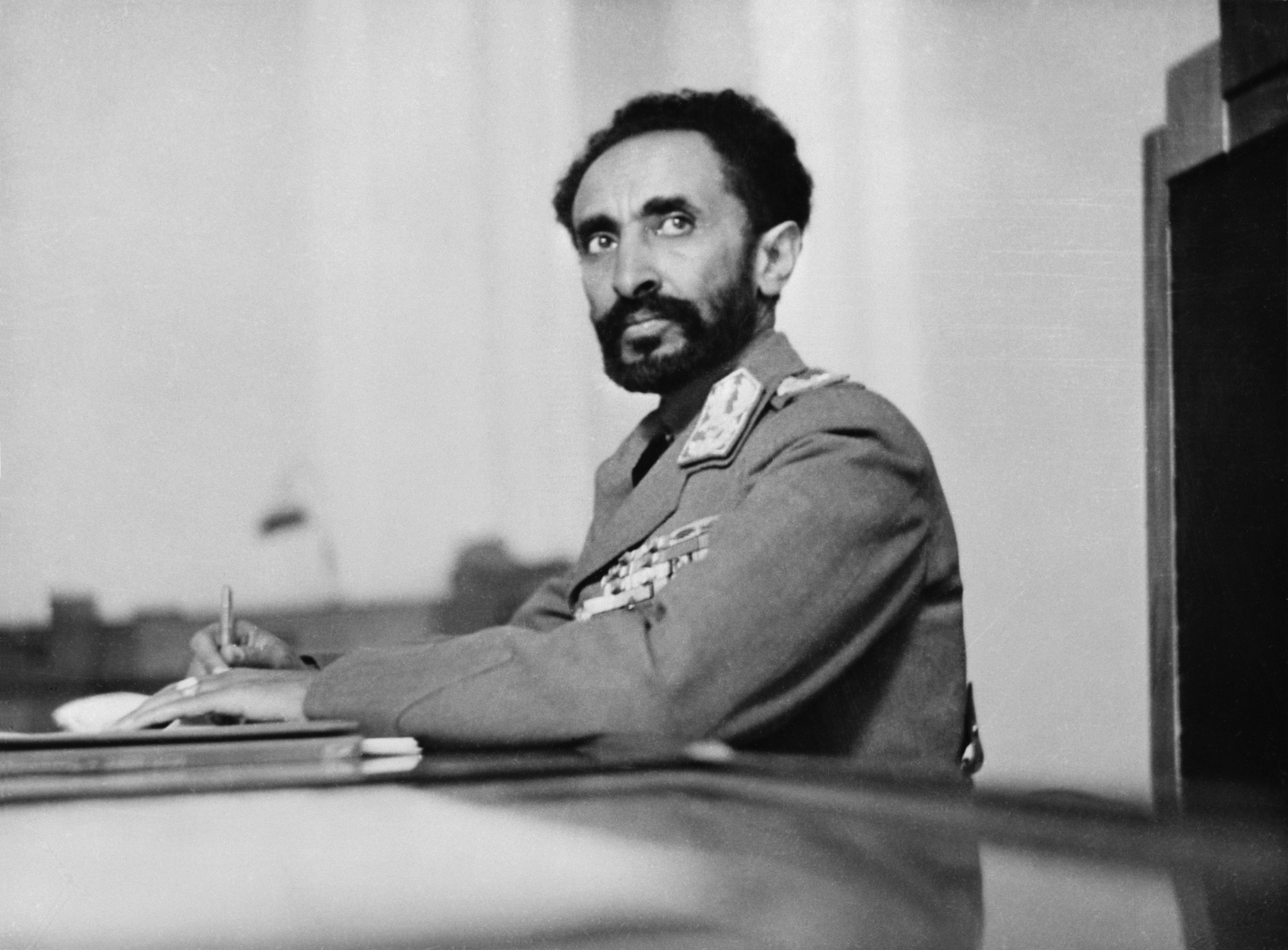
هایله سلاسی (۷۴–۱۹۱۶)

در اوایل سده بیستم، امپراتور هایله سلاسی اول که متعهد به تسریع در مدرنیزه کردن اتیوپی بود، به حکومت رسید -؛ حکومت او تنها در دوره کوتاه اشغال توسط ایتالیا قطع گردید (۱۹۳۶ -؛ ۱۹۴۱). در سال ۱۹۴۱، انگلیسی و سربازان وطن دوست اتیوپی سرزمین مادری اتیوپی را آزاد ساختند و بدنبال آن در تاریخ ۳۱ ژانویه ۱۹۴۱، پادشاهی تثبیت گشته و انگلستان (بدون هیچ امتیاز خاصی برای خود) حق حاکمیت کامل آن را با امضای توافقنامه انگلو – اتیوپیایی در دسامبر ۱۹۴۴، به رسمیت شناخت.
حکومت سلاسی در سال ۱۹۷۴ (میلادی) و هنگامی که یک نظامی‌گری هوادار – شوروی مارکسیست – لنینیست حزب بنام دررگ او را سرنگون و حکومت تک حزبی کمونیستی را به وجود آورد، به پایان رسید. نظام تازه تشکیل شده نیز شاهد چندین کودتای خونین، شورش، قحطیهای گسترده و مشکل پناهندگیهای وسیع بود. در سال ۱۹۷۷ سومالی به اتیوپی حمله نمود که باعث بروز جنگ اوگادن گردید؛ ولی اتیوپی بسرعت آن‌ها را با سیل تجهیزات نظامی اتحاد شوروی شکست داده و در سال بعد نیز با حضور نظامیان کوبا و همکاری نظامی با آلمان شرقی و یمن جنوبی اتحادی مستحکم را به وجود آورد.

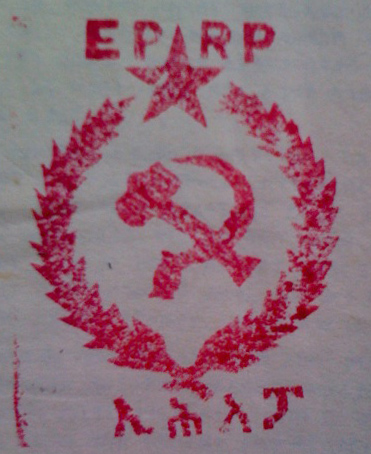

به‌رغم به وجود آوردن یکی از بزرگترین ارتش‌های آفریقا که از کمک نظامی کشورهای بلوک سوسیالیست سود می‌جست، شورش‌های بی پایان در استان‌های اریتره و تیگرای در سال ۱۹۸۵ منجر به قحطی گسترده و تغییرات حکومت در رژیم تحت حمایت بلوک سوسیالیست گردید. بدنبال آن در سال ۱۹۹۱ حکومت دررگ از جبهه آزادی خلق اریتره (ائی پی ال اف) در مناطق شمالی شکست خورده و در مناطق دیگر نیز مغلوب جبهه انقلابی دمکراتیک خلق اتیوپی (ائی پی آر دی اف) که ائتلافی از نیروهای نظامی شورشی و عمدتاً شامل جبهه آزادیبخش خلق تیگرائی بود، گردید.
در سال ۱۹۹۳، و بدنبال برگزاری همه‌پرسی، استان اریتره استقلال خود از اتیوپی را بدست آورده و به بیش از بیست سال درگیری نظامی، یکی از بزرگترین نمونه‌های قاره آفریقا، خاتمه داده شد. در سال ۱۹۹۴، قانون اساسی پذیرفته گردید که به برگزاری اولین انتخابات چند حزبی اتیوپی در سال بعد از آن انجامید. در ماه مه ۱۹۹۸ اختلافات بر سر مرزهای اریتره باعث بروز جنگ اریتره – اتیوپی گردید که تا ژوئن سال ۲۰۰۰ بدرازا انجامید. این جنگ باعث مشکلات اقتصادی ملی شد، ولی در عین حال تقویت ائتلاف حاکم را بدنبال داشت. در تاریخ ۱۵ می سال ۲۰۰۵ (میلادی) اتیوپی انتخابات چند حزبی دیگر را برگزار نمود که نتیجه آن بازگشت مناقشه انگیز ائی پی آر دی اف بقدرت بود. در اوایل ماه ژوئن و سپس در ماه نوامبر، پلیس تحت فرمان ائی پی آر دی اف بسوی تظاهر کنندگان آتش گشوده و ۱۹۴ نفر کشته و هزاران نفر (شامل رهبران شاخص مخالف) را که معترض به انتخابات و مدعی تقلب در آن بودند، را بازداشت نمود.

## جستارهای‌وابسته
- تقسیمات کشوری اتیوپی
- فهرست سنگواره‌های مشهور انسان